# アウレリオ (アストゥリアス王)
アウレリオ （Aurelio de Asturias、740年頃 - 774年）は、アストゥリアス王（在位：768年 - 774年）。アルフォンソ1世の弟カンタブリア公フルエーラの子で、ベルムード1世の兄。

## 生涯
宮廷クーデターで暗殺された従兄フルエーラ1世の後継として、貴族らによって王に選ばれた。おそらく現在のサマ・デ・ラングレオ礼拝堂で戴冠した。
彼の治世の年代記に書かれる唯一の出来事は、中世のイベリア半島における最初の反封建領主運動についてである。臣下はその領主に対して立ち上がったが、アウレリオによって鎮圧された。反乱の起きた場所は知られていないが、それが重要であることは明らかである。慣例に従って、複数の乙女たちと引き換えにアラブ側との和平交渉がなされていたと信じられている。この、乙女を『送った』（entrega）ことが、サン・マルティン・デル・レイ・アウレリオにあるエル・エントレゴ地区（es）の語源となった。
6年あまりの治世ののち、774年にアウレリオはサン・マルティン・デル・レイ・アウレリオで病没した。当時、彼はこの地を本拠としており、事実上の王国の首都であった。年代記ではアウレリオの妻や子供についてふれていない。次の王となったのは、アルフォンソ1世の娘アドシンダを妻としていたシロであった。